# Distrito electoral de East Muddy (condado de Gosper, Nebraska)
East Muddy (en inglés: East Muddy Precinct) es un distrito electoral ubicado en el condado de Gosper en el estado estadounidense de Nebraska. En el Censo de 2010 tenía una población de 35 habitantes y una densidad poblacional de 0,38 personas por km².

## Geografía
East Muddy se encuentra ubicado en las coordenadas 40°28′54″N 99°55′29″O / 40.48167, -99.92472. Según la Oficina del Censo de los Estados Unidos, East Muddy tiene una superficie total de 93.19 km², que corresponden a tierra firme.

## Demografía
Según el censo de 2010, había 35 personas residiendo en East Muddy. La densidad de población era de 0,38 hab./km². De los 35 habitantes, East Muddy estaba compuesto por el 100% blancos.